# 甘纳峇迪劳
甘纳峇迪劳又译“嘉纳巴迪劳”，马来西亚政治人物，民主行动党全国副宣传秘书，现任雪兰莪巴生国会议员兼雪兰莪州议会哥打哥文宁州议员。他也曾经担任雪兰莪州行政议员一职，掌管社会经济发展、社会福利、赋权工人事务。

## 政治生涯
甘纳峇迪劳的政治生涯始于青少年时期，他继承了祖父作为马来西亚自由斗士的传统。他积极参与非政府组织（NGOs）的活动，致力于在一个多元种族的马来西亚中提高人权和遗产意识。2006年4月至5月期间，马来西亚市政厅当局拆除了几座合法的兴都教寺庙。2006年4月21日，吉隆坡的马来梅尔斯里塞尔瓦卡利安曼庙被市政局派出的推土机夷为平地。甘纳峇迪劳和三十个兴都教非政府组织联合成立了“兴都权益行动委员会”或兴权会，这是一个由多个非政府组织组成的联盟，以抗议这些拆迁，并向马来西亚首相提出投诉，但没有得到任何回应。据兴权会的一名律师称，在马来西亚，每三个星期就会有一座兴都教寺庙被拆除。甘纳峇迪劳是兴权会的主要人物，其次是瓦塔慕迪、马诺哈兰马拉雅兰和P.乌达雅古玛。他们组织了一系列和平的周末人权论坛，旨在提高人们对兴都教人权问题的意识。
2007年11月23日，甘纳峇迪劳与两名兴权会律师瓦塔慕迪和乌达雅古玛被逮捕，并根据《煽动法令》或1960年《内部安全法令》（ISA）被起诉。然而，在一系列的逮捕和释放中，法院无法证明他们煽动了种族仇恨。针对他们的唯一证据是由总检察长办公室提供的他们的淡米尔语演讲的不可靠翻译，法院认为这些翻译是无法证实的。最终，由于起诉不力和缺乏任何不当或犯罪行为的证据，他们全部被无罪释放。并于2009年4月5日获释。
甘纳峇迪劳从甘文丁扣留营，一个位于霹雳州太平市附近的超大型监狱释放后不久便加入了民主行动党内。在经营自己的律师事务所的同时，他还自愿被任命为莎亚南市政厅的市议员，并帮助行动党解决莎亚南当地的民生问题。在2013年大选中，甘纳峇迪劳首次参选，在行动党的旗帜下赢得了哥打阿南沙的州议席，并在之后官拜雪兰莪州政府的行政议员。在甘纳峇迪劳担任雪兰莪州政府行政议员期间，雪兰莪州经历了一段快速的经济增长和重组时期。甘纳峇迪劳的主要优先事项是解决贫困问题、学校和教育的资金问题、闪电洪水、供水、寺庙土地问题以及马来西亚的出生证明/身份证问题。他在2018年再度当选更换名称的哥打哥文宁州议员至今。
在第15届全国大选中，巴生国席出现了7名候选人参选，甘纳峇迪劳是其中的6号候选人，代表希望联盟取代原任的查尔斯圣地亚哥。他表示巴生作为一个重要的港口城市和工业区，当地的道路问题需要特别关注，以及巴生中央医院医护人员缺乏和停车位不足的问题，将这些列为他的首要任务之一。在他的政治生涯中，甘纳峇迪劳曾在巴生地区解决了加埔美拉华蒂花园和巴生高阳苑的闪电水灾问题。最终，甘纳峇迪劳以压倒性优势获得胜利，赢得了9万1801张选票，远超过其它候选人，成功为行动党第四度捍卫巴生国席。